# Jerry Unser
Jerry Unser, ameriški dirkač Formule 1, *17. maj 1932, Colorado Springs, Colorado, ZDA, †13. oktober 1959, Indianapolis, Indiana, ZDA.
Jerry Unser je pokojni ameriški dirkač. Njegova brata Al in Bobby ter nečak Al Jr. so vsi zmagali na dirki Indianapolis 500. Leta 1958 je sodeloval na ameriški dirki Indianapolis 500, ki je med letoma 1950 in 1960 štela tudi za prvenstvo Formule 1. Na svoji edini dirki Formule 1, Indianapolis 500 1958, je dosegel enaintrideseto mesto. Na treningu dva tedna pred naslednjo dirko Indianapolis 500 1959 pa se je smrtno ponesrečil.